# Dionisio Anzilotti

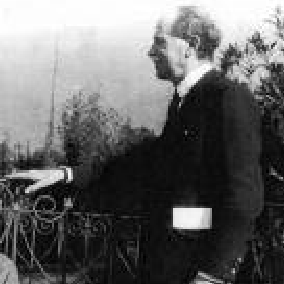
Dionisio Anzilotti

Dionisio Anzilotti (* 20. Februar 1867 in Pescia; † 23. August 1950 ebenda) war ein italienischer Jurist, der in der ersten Hälfte des 20. Jahrhunderts zu den führenden Völkerrechtsexperten zählte und in diesem Bereich einer der bekanntesten Rechtswissenschaftler in der Geschichte seines Heimatlandes war. Er wirkte von 1921 bis 1946 als Richter am Ständigen Internationalen Gerichtshof (StIGH) und war damit einer von drei Richtern, die dem Gericht von dessen Gründung bis zur Auflösung angehörten. Darüber hinaus war er 1923 mit seiner abweichenden Mindermeinung im Wimbledon-Fall der einzige Richter in der Geschichte des StIGH, der in einer Entscheidung gegen die Position seines Heimatlandes stimmte.

## Leben
Dionisio Anzilotti wurde 1867 in der italienischen Provinz Pistoia geboren. Er absolvierte ein Studium der Rechtswissenschaften, das er 1890 mit einer Arbeit im Bereich des internationalen Privatrechts abschloss. Anschließend wirkte er als Rechtsanwalt in Florenz, wo er von 1892 bis 1902 auch Zivilrecht und internationales Privatrecht am Königlichen Institut für Sozialwissenschaften unterrichtete. Danach wurde er Professor für internationales Recht und lehrte von 1902 bis 1903 an der Universität Palermo sowie von 1904 bis 1911 an der Universität Bologna, bevor er an die Universität Rom wechselte, an der er bis zu seiner Emeritierung im Jahr 1937 tätig war. Parallel zu seinem universitären Wirken gehörte er einem Komitee für Rechtsfragen (Consiglio del contenzioso diplomatico) des italienischen Außenministeriums an. In dieser Funktion war er Rechtsberater des Ministeriums in mehreren Fällen vor dem Ständigen Schiedshof in Den Haag, dessen Mitglied er 1916 wurde. Drei Jahre später gehörte er der Delegation seines Heimatlandes bei der Pariser Friedenskonferenz an, 1920 wurde er Untergeneralsekretär für Rechtsangelegenheiten des neu gegründeten Völkerbundes. In dieser Funktion oblag ihm unter anderem zusammen mit anderen Rechtsexperten die Ausarbeitung der Rechtsgrundlagen des Ständigen Internationalen Gerichtshofs (StIGH).
Nach dem Inkrafttreten des StIGH-Statuts im September 1921 wurde Dionisio Anzilotti von den Gremien des Völkerbundes zum Richter am neu geschaffenen Gerichtshof gewählt, dem er von 1928 bis zum Ende seiner ersten Amtszeit 1930 als Präsident vorstand. Im gleichen Jahr wurde er für weitere neun Jahre wiedergewählt. Während dieser Zeit war er an allen Fällen beteiligt, mit denen der StIGH befasst war. Da die für 1939 vorgesehenen Richterwahlen aufgrund des Beginns des Zweiten Weltkriegs nicht stattfanden, blieb er wie die anderen zu diesem Zeitpunkt am StIGH tätigen Richter formal bis zur Auflösung des Gerichts im April 1946 im Amt. Die Aktivitäten des StIGH kamen allerdings 1940 zum Erliegen. Neben dem Spanier Rafael Altamira y Crevea und dem Kubaner Antonio Sánchez de Bustamante y Sirvén war er damit einer von drei Richtern, die dem Ständigen Internationalen Gerichtshof von dessen Entstehung bis zur Auflösung und der Gründung des Internationalen Gerichtshofs als dessen Nachfolgeinstitution angehörten. Er starb 1950 in seiner Geburtsstadt Pescia.

## Rechtsphilosophische Ansichten
Das bekannteste Werk von Dionisio Anzilotti ist sein 1905 erschienenes Buch „II diritto internazionale nei giudizi interni“, in welchem er sich mit dem Verhältnis zwischen internationalem Recht und nationalen Gesetzen beschäftigte. Diesbezüglich vertrat er die auf den deutschen Juristen Heinrich Triepel zurückgehende Sichtweise eines Dualismus zwischen beiden Rechtsbereichen, die er während seines gesamten Wirkens in verschiedenen Stellungnahmen und Veröffentlichungen zum Ausdruck brachte. Entsprechend dieser Ansicht, die durch den Einfluss von Dionisio Anzilotti ab der Mitte der 1920er Jahre auch die Entscheidungen des Ständigen Internationalen Gerichtshofes prägte, besteht das internationale Recht unabhängig und getrennt vom einheimischen Recht eines jeden Landes. Zur Begründung für diese Position führte er an, dass sich das internationale Recht von nationalen Rechtsnormen sowohl hinsichtlich der Entstehung und Zielsetzung als auch bezüglich des Geltungs- und Anwendungsbereiches sowie der betroffenen Rechtssubjekte deutlich abgrenzen würde.
Als grundlegende Beiträge zur Entwicklung des internationalen Rechts gelten darüber hinaus seine Veröffentlichungen im Bereich der völkerrechtlichen Verantwortlichkeit, insbesondere sein 1902 erschienenes Werk „Teoria generale della responsabilità dello Stato nel diritto internazionale“. Er unterschied diesbezüglich, im Gegensatz zu späteren Autoren, keine Abstufungen hinsichtlich der Schwere von Verstößen gegen das internationale Recht. Darüber hinaus würde sich völkerrechtliche Verantwortlichkeit nach seiner Ansicht nur auf Verletzungen von Verträgen zwischen zwei oder mehr bestimmten Staaten beschränken und sich damit nicht auf Verpflichtungen gegenüber der gesamten Staatengemeinschaft erstrecken. Diese Position resultierte aus seiner Sichtweise, dass ausschließlich der Willen souveräner Staaten die Grundlage von internationalen Verpflichtungen sei. Darüber hinaus sei seiner Ansicht nach eine völkerrechtliche Verantwortlichkeit nur für staatliche Aktivitäten möglich, nicht jedoch für Handlungen individueller Personen.
Dionisio Anzilotti sah Sondervoten in den Entscheidungen des Ständigen Internationalen Gerichtshofs nicht als Kritik an der Entscheidung der Gerichtsmehrheit, sondern nur als Darstellung der Meinung des Verfassers und der ihr zugrundeliegenden Argumente. Wie in den Stellungnahmen der meisten seiner Kollegen waren auch seine abweichenden Meinungen zum Beginn seiner Amtszeit kürzer als in seinen späteren Jahren am Gerichtshof. Obwohl er als Rechtspositivist galt, versuchte er 1937 mit seinen Ausführungen im Fall Lighthouses in Crete and Samos das naturrechtliche Konzept der Billigkeit, also der Beurteilung eines Rechtsfalles nach dem natürlichen Empfinden für Gerechtigkeit, in seine Argumentation mit einzubeziehen. Hinsichtlich der Interpretation von völkerrechtlichen Verträgen vertrat er in mehreren Entscheidungen den Standpunkt, dass diese in ihrem jeweiligen Kontext wortgetreu auszulegen seien, sofern dies nicht zu unlogischen oder absurden Schlussfolgerungen führen würde.

## Auszeichnungen
Dionisio Anzilotti war ab 1908 assoziiertes und ab 1921 ordentliches Mitglied des Institut de Droit international, als dessen Vizepräsident er von 1932 bis 1934 wirkte. Er wurde außerdem 1926 in die Accademia Nazionale dei Lincei sowie 1928 als Ehrenmitglied in die Amerikanische Gesellschaft für internationales Recht aufgenommen und war ab 1936 auswärtiges Mitglied der Königlich-Niederländischen Akademie der Wissenschaften sowie ab 1938 der American Academy of Arts and Sciences.

## Werke (Auswahl)
- La filosofia del diritto e la sociologia. Firenze 1892
- Studi critici di diritto internazionale. Rocca San Casciano 1898
- Teoria generale della responsabilità dello Stato nel diritto internazionale. Firenze 1902
- II diritto internazionale nei giudizi interni. Bologna 1905